# Église protestante du Palatinat
L’Église protestante du Palatinat (Evangelische Kirche der Pfalz (Protestantische Landeskirche)) est une des 20 églises membres de l’Église protestante en Allemagne (EKD) ainsi que de la Conférence des Églises sur le Rhin. Comme toutes les Églises régionales, elle est une corporation de droit public et son siège se trouve à Spire. L’église compte 443 607 membres (décembre 2023) qui se regroupent en 390 paroisses. Elle est l’une des Églises unies au sein de l’EKD.

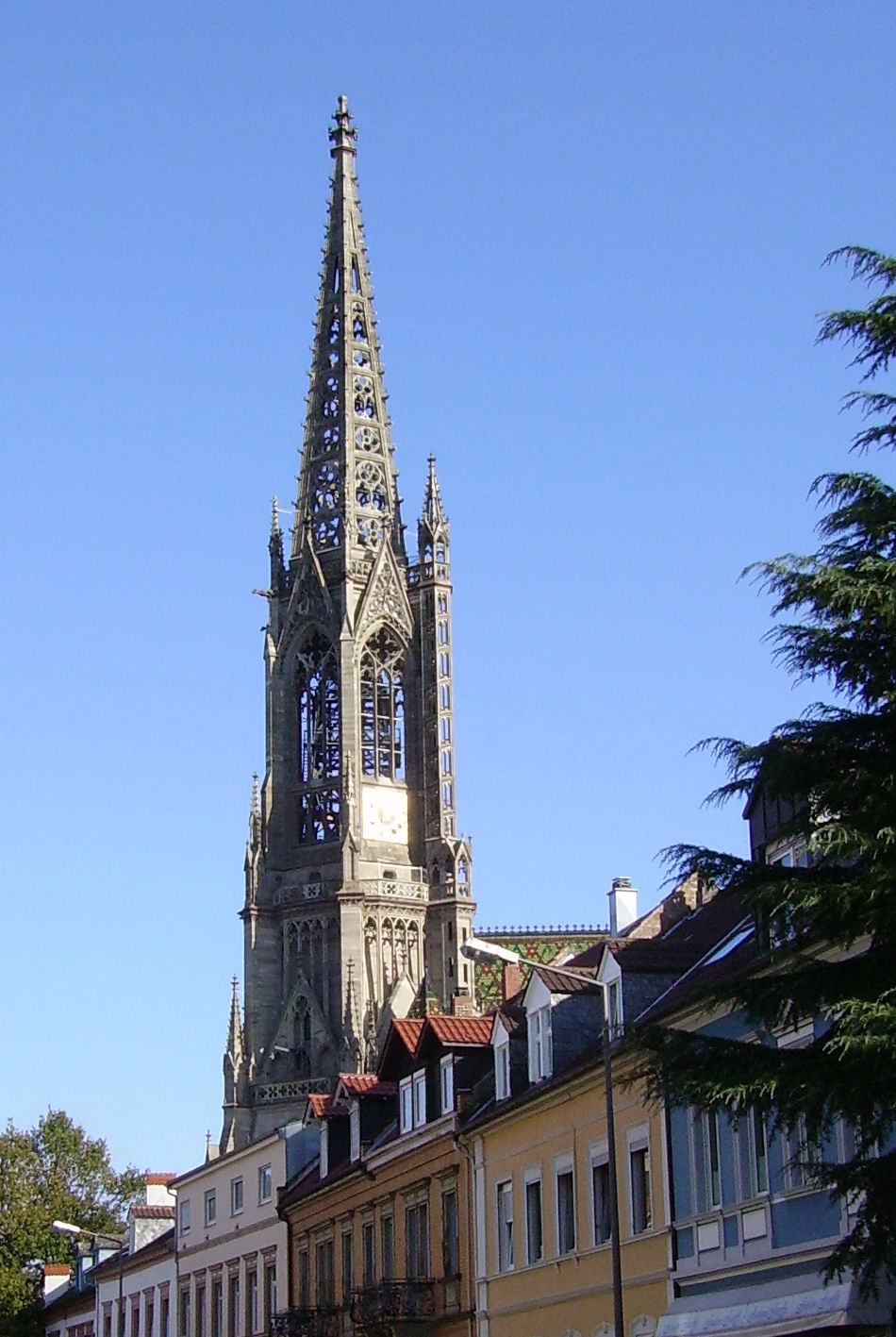
L’église principale : Église de la Commémoration (Spire)

L’église principale de l’Église protestante du Palatinat est l’église de la Commémoration à Spire. L’Église régionale dispose d’une Académie protestante à Landau.
Les paroisses protestantes en Palatinat forment des congrégations protestantes unies après que les paroissiens des anciennes congrégations luthériennes et réformées ont décidé en majorité d’adopter une confession unie par plébiscite de 1818. Depuis 1848 l’Église du Palatinat forme un établissement public du culte séparé des églises protestantes en Bavière (l’Église protestante luthérienne en Bavière et l’ancienne église réformée en Bavière).

## Territoire de l’Église
Le territoire de l’Église protestante du Palatinat comprend le territoire historique du Palatinat, qui appartenait à la Bavière jusqu’en 1945 et dont le territoire – dans les frontières existantes jusqu’en 1920 – fait partie depuis 1946 des Länder de Rhénanie-Palatinat et de Sarre. Jusqu’en 1968, les parties rhénano-palatines formaient une circonscription administrative autonome, le District du Palatinat, qui comprenait les villes autonomes de Frankenthal, Kaiserslautern, Landau, Ludwigshafen, Neustadt an der Weinstraße, Pirmasens, Spire et Deux-Ponts ainsi que les arrondissements (Landkreise) de Bad Bergzabern, Frankenthal, Germersheim, Kaiserslautern, Kirchheimbolanden, Kusel, Landau en Palatinat, Port-Louis-sur-le-Rhin, Neustadt, Pirmasens, Rockenhausen, Spire et Deux-Ponts. En Sarre, le territoire de l'Église protestante du Palatinat comprend l’ensemble de l’arrondissement de Sarre-Palatinat, à l’exception du quartier de Rentrisch, autrefois prussien, de la ville de Saint-Ingbert. En plus, il y a les localités d’Ensheim et d’Eschringen (aujourd’hui quartiers de Sarrebruck), de Schnappach (quartier de Sulzbach), qui faisaient partie de l’arrondissement (Landkreis) de Saint-Ingbert ainsi que les lieux d’Ostertal Osterbrücken, Hoof, Niederkirchen, Bubach, Marth et Saal qui appartiennent aujourd’hui au chef-lieu de l’arrondissement de Saint-Wendel (jusqu’en 1947 arrondissement de Kusel), ainsi que Haupersweiler, Seitzweiler, Oberkirchen et Schwarzerden.

## Histoire

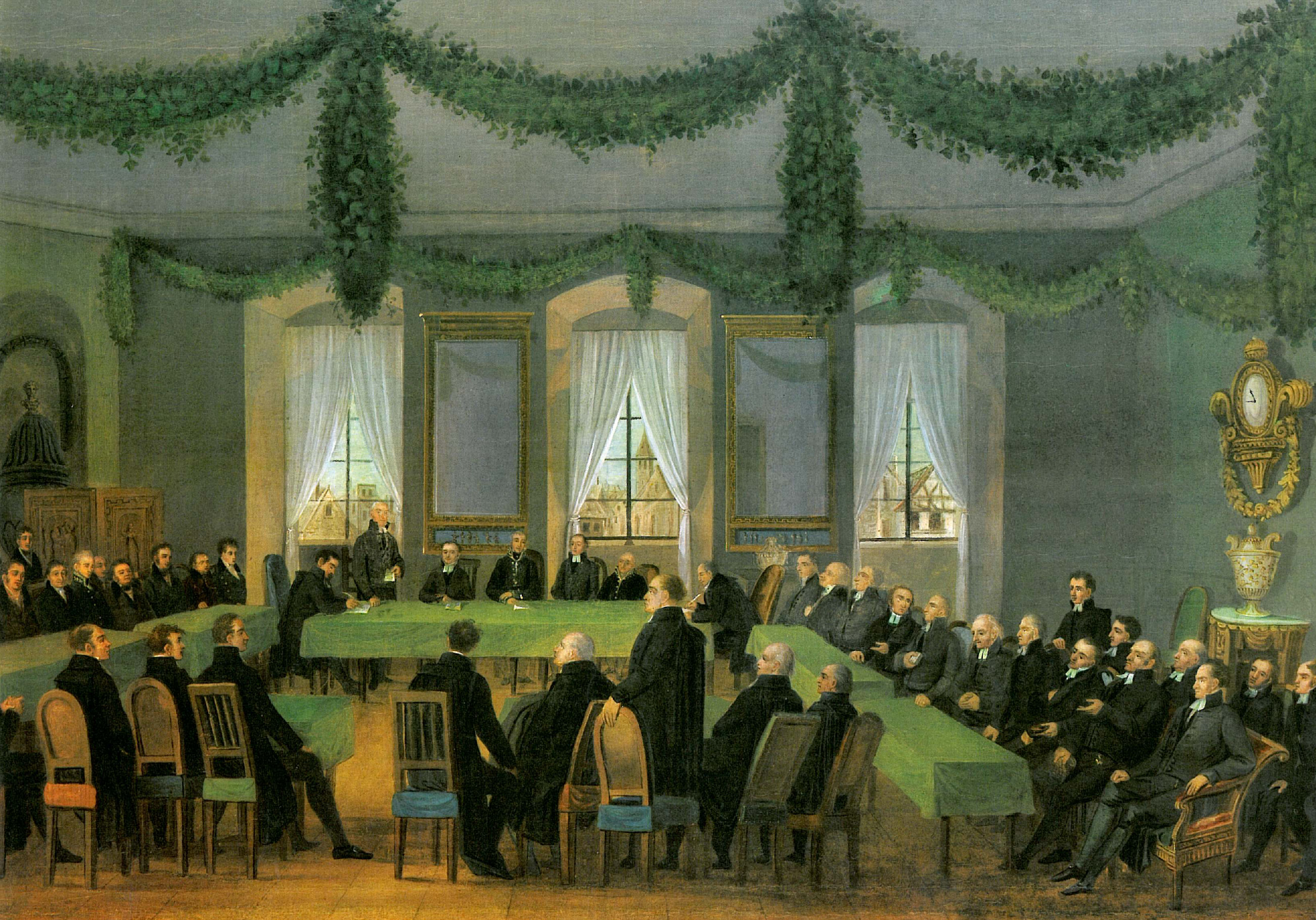
Synode de l’Union en 1818 à Kaiserslautern

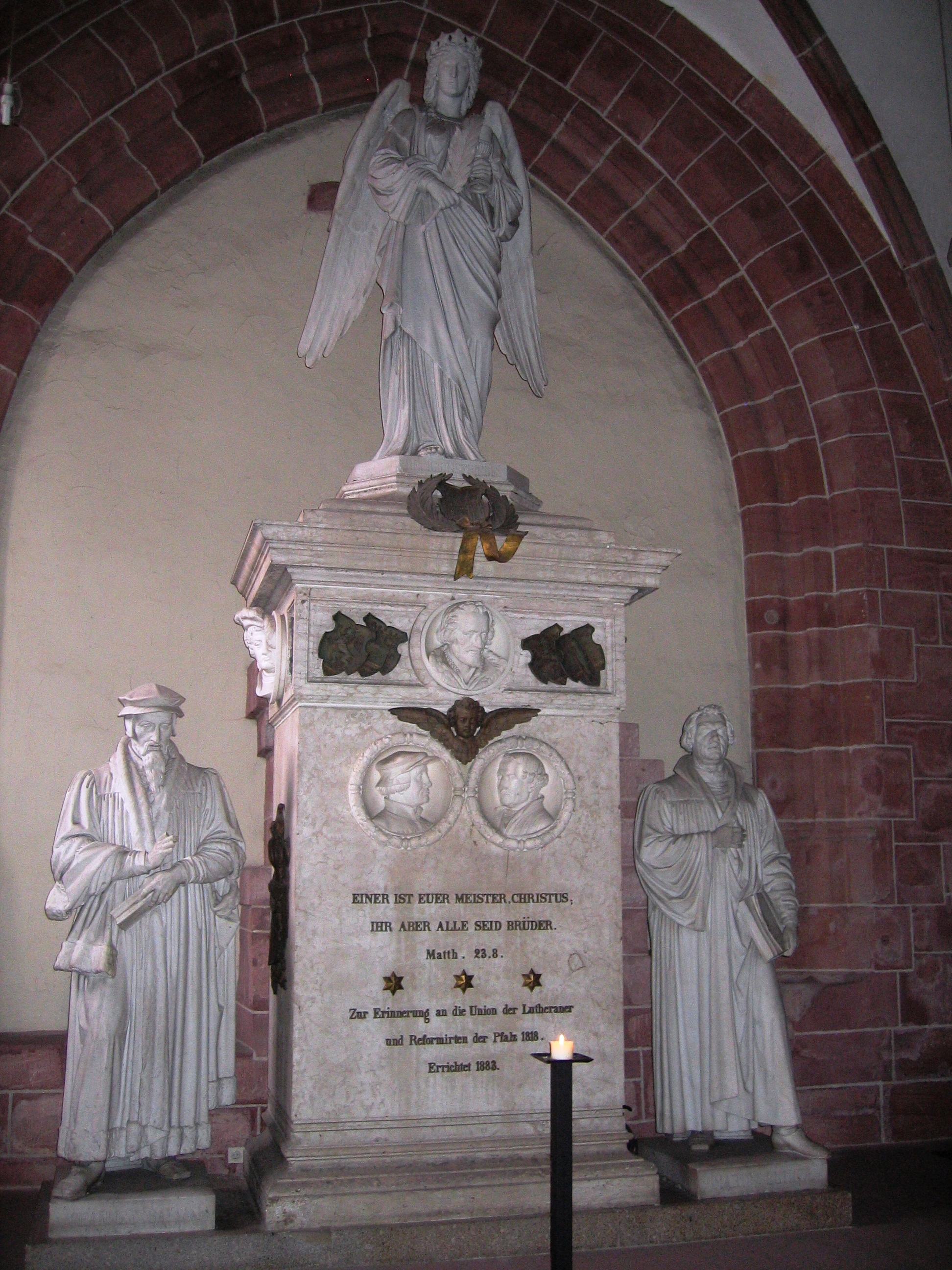
Monument de l’Union ; à gauche : Jean Calvin, à droite : Martin Luther

La région de l’actuel Palatinat appartenait à plusieurs territoires dans l’ancien Empire allemand. La plus grande partie appartenait au Palatinat du Rhin. C’est là que la tendance réformée s’était imposée lors de la Réforme. Après le Congrès de Vienne en 1815, l’actuel Palatinat a été formé en tant que partie du Royaume de Bavière, dans lequel ont également été intégrées des régions jusque-là marquées par le luthéranisme. Au sein de cette région fermée de la rive gauche du Rhin, appelée Rheinkreis, puis Palatinat – Pfalz (ou Palatinat rhénan – Rheinpfalz) à partir de 1837, il y eut dès lors des paroisses réformées et luthériennes.
Dans ce contexte, la Bavière organisa début 1818 une consultation des paroisses dans le but de savoir si une union des paroisses luthériennes et réformées était possible. Les paroisses y étant majoritairement favorables, un synode général se tint à Kaiserslautern du 2 au 16 août 1818 et décida de l’union des paroisses luthériennes et réformées. La nouvelle Église s’appelait Église protestante évangélique chrétienne unie du Palatinat (Vereinigte Protestantisch-Evangelisch-Christliche Kirche der Pfalz), mais au début, elle dépendait encore du consistoire de Munich. En Bavière, sur la rive droite du Rhin, une unification ne s’avérait pas possible. En 1848, l’Église protestante évangélique chrétienne unifiée du Palatinat devint donc juridiquement indépendante du consistoire de Munich et obtint son propre consistoire, dont le siège était à Spire.
Le chef de l’Église du Palatinat était le roi de Bavière du moment en tant que summus episcopus. L’autorité administrative, le consistoire supérieur à Munich, plus tard le consistoire à Spire, était dirigée par un président ou un directeur. Après la Première Guerre mondiale, le roi de Bavière a dû abdiquer (fin du régime de gouvernement seigneurial des églises). Le directeur du consistoire a donc d’abord fait office de chef. Puis, en 1920, l’Église régionale du Palatinat a reçu une nouvelle constitution. Avec la modification de la constitution de 1920, le chef était désormais le président de l’Église. L’autorité administrative fut rebaptisée Landeskirchenamt (Office de l’Église régionale).
Lors des élections presbytérales et synodales de mars et juillet 1933, les représentants et les sympathisants des Chrétiens allemands remportèrent les élections et occupèrent également les organes officiels de l’Église, raison pour laquelle les partisans de l’Église confessante classèrent l’Église du Palatinat parmi les Églises détruites. En 1934, le synode élut le pasteur Ludwig Diehl (de) (1894-1982) au poste de direction nouvellement créé d’« évêque du Land » et lui conféra de larges pouvoirs qui lui incombaient en fait. Le synode du Palatinat vota la fusion de l’Église du Land avec l’Église allemende protestante (Deutsche Evangelische Kirche), dominée par les chrétiens allemands.
Après le démantèlement territorial de l’Église protestante C. A. d’Alsace et de Lorraine en 1940, l’administration allemande d’occupation a placé les paroisses luthériennes du Territoire du chef de l’administration civile en Lorraine sous la tutelle de l’Église du Palatinat, jusqu’à ce que l’avancée des Alliés y mette fin en 1944.
La fonction autoritaire de l’évêque du Land a été supprimée en 1946. Après une nouvelle révision de la Constitution en 1976, l’Église a pris son nom actuel d’Église protestante du Palatinat (Église protestante du Land) en 1978, après de vifs débats.

## Gestion de l’Église

### Président de l’Église (Kirchenpräsident)
L’Église protestante du Palatinat est chapeautée par le Président de l’église (Kirchenpräsident), qui est élu pour sept ans par le Synode. Son mandat se termine normalement en achèvent 65 ans. Dans l’Église du Palatinat, l’élection du chef du clergé n’est pas limitée au cercle des pasteurs (c’est-à-dire des personnes ordonnées).

#### Directeurs Consistorial et Présidents de l’Église
- 1886 - 1896 : Theodor Michael von Wand, Directeur Consistorial
- 1896 - 1915 : Ludwig von Wagner, Directeur Consistorial
- 1915 - 1930 : Karl Fleischmann, Directeur Consistorial, à partir de 1921 Présidents de l’Église
- 1930 - 1934 : Jakob Keßler (de), Présidents de l’Église
- 1934 - 1945 : Ludwig Diehl (de), Évêque de l’Église (Landesbischof)
- 1946 - 1964 : Hans Stempel (de), Président de l’Église
- 1964 - 1969 : Theodor Schaller (de), Président de l’Église
- 1969 - 1975 : Walter Ebrecht (de), Président de l’Église
- 1975 - 1988 : Heinrich Kron (de), Président de l’Église
- 1988 - 1998 : Werner Schramm (de), Président de l’Église
- 1998 - 2008 : Eberhard Cherdron (de), Président de l’Église
- 2008 - 2021 : Christian Schad (de), Président de l’Église
- depuis 2021 : Dorothee Wüst (de), Présidente de l’Église

## Synode régional (Landessynode)

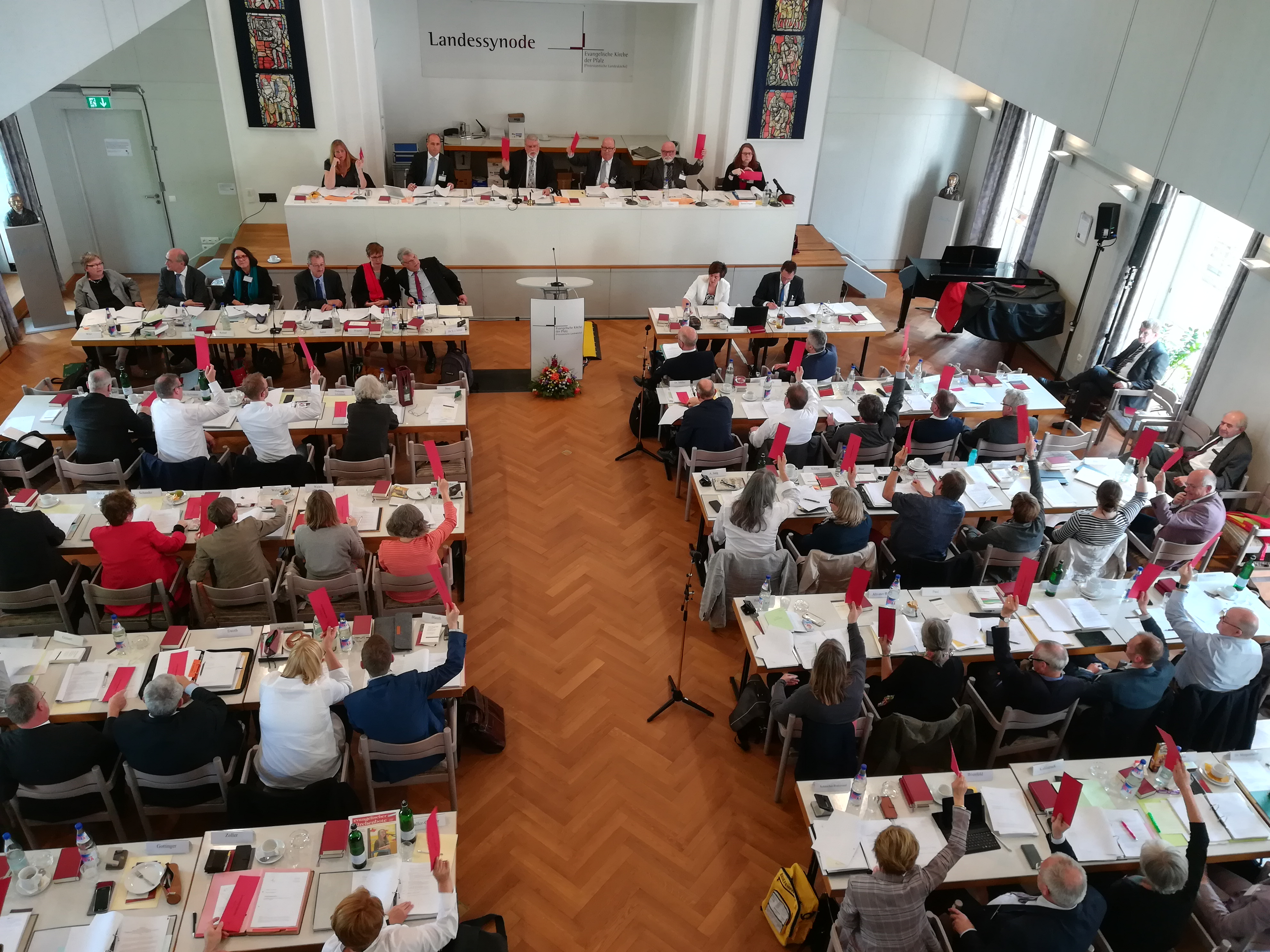
Assemblée du synode régional 2019

L’Église régionale est dirigée par le synode régional. Ses membres, les synodaux, sont élus pour six ans par les districts ecclésiastiques. Il est l’organe de décision suprême de l’Église et fonctionne comme un Parlement. En dehors de ses sessions, la direction de l’Église est assurée par le gouvernement de l’Église, composé de 14 personnes et présidé par le président de l’Église. Le président du synode régional est son président ou sa présidente.

## Administration de l'Église régionale

### Consistoire de l'Église(Landeskirchenamt) et hiérarchie administrative
Le Président de l’Église a son siège à Spire. Il est le président du Conseil de l’Église régionale, l’autorité suprême de direction et d’administration de l’Église régionale. En font partie, outre le président de l’Église, son adjoint ainsi que d’autres conseillers ecclésiastiques et séculiers. Le gouvernement de l’Église est composé du président de l’Église, de son adjoint, du membre spirituel et séculier le plus ancien du conseil de l’Église nationale ainsi que de onze membres du synode régional. Le gouvernement de l’Église dirige et administre l’Église nationale sur mandat du Synode national.
L’Église nationale est structurée de bas en haut dans la hiérarchie administrative comme suit :
À la base, on trouve les paroisses en tant que collectivités de droit public (Körperschaft des öffentlichen Rechts) avec des conseils d’église élus, les presbytères. Les membres du conseil presbytéral sont appelés « presbytres ». Plusieurs paroisses forment ensemble une circonscription ecclésiastique (également appelée doyenné – Dekanat) (comparable à un district dans l’administration publique), à la tête de laquelle se trouve un doyen. Les districts ecclésiastiques sont également des collectivités de droit public et ont pour organe le synode de district, dont les membres sont désignés ou nommés par les paroisses respectives, ainsi qu’un conseil d’église de district.
Les districts ecclésiastiques forment ensemble l’Église régionale (comparable à un Land dans l’administration publique générale). Il n’existe pas de niveau intermédiaire (comparable à une circonscription administrative) au sein de l’Église évangélique du Palatinat (Église protestante régionale).

### Districts ecclésiastiques (doyennés)

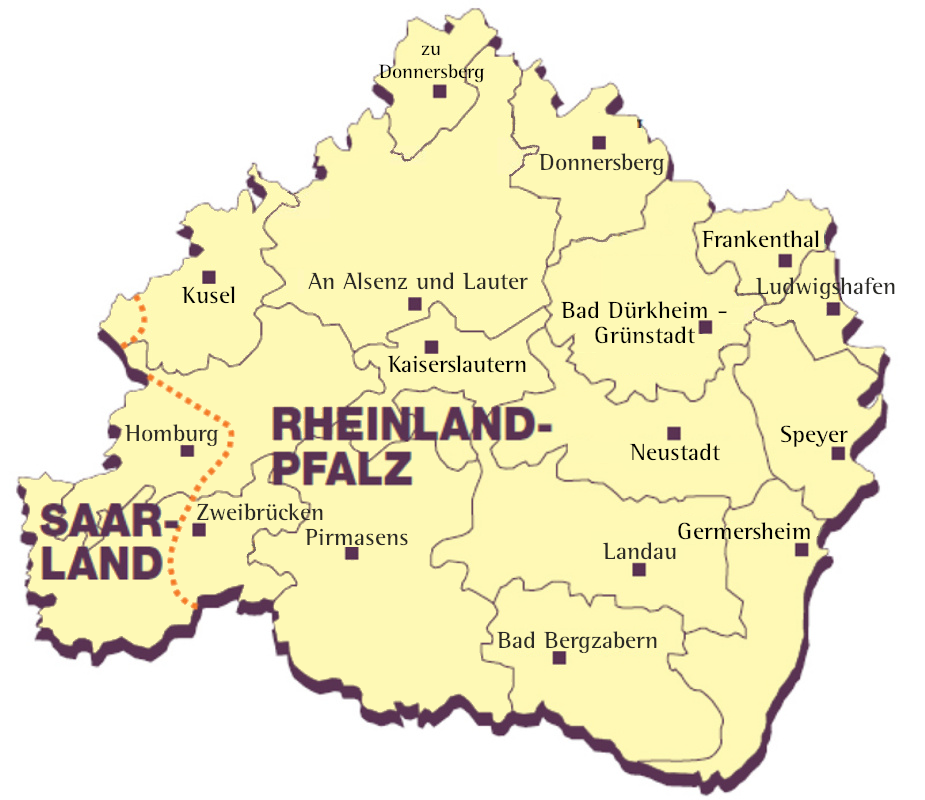
Les doyennés en 2017

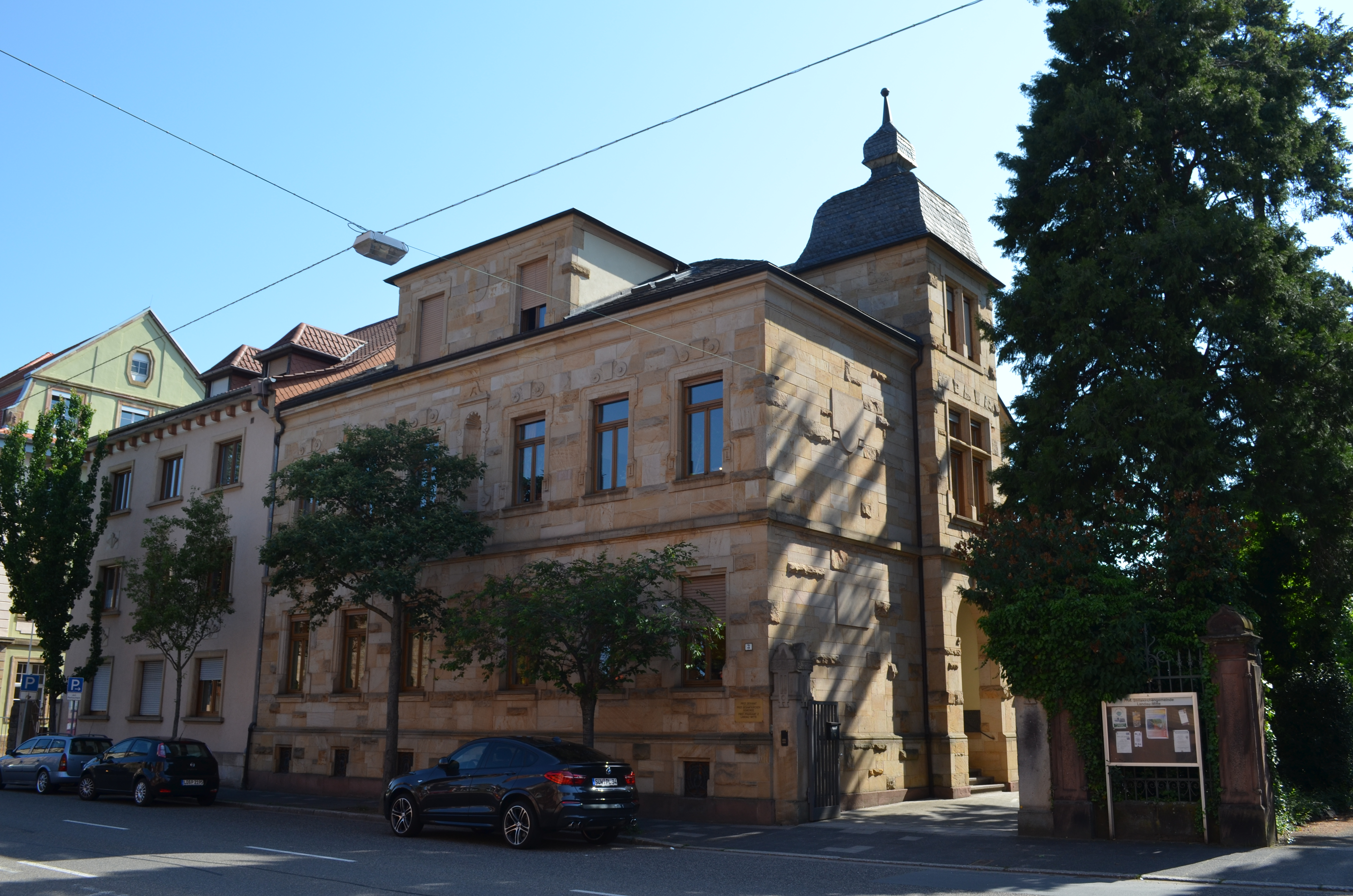
Le doyenné de Landau

- « Sur l’Alsenz et la Lauter »[5]
- Bad Bergzabern
- Bad Dürkheim-Grünstadt
- Donnersberg
- Frankenthal
- Germersheim
- Hombourg
- Kaiserslautern
- Kusel
- Landau
- Ludwigshafen
- Neustadt
- Pirmasens
- Spire
- Deux-Ponts

### Paroisses
Les 15 districts ecclésiastiques (doyennés) se composent de 390 paroisses, dont environ 30 en Sarre. Ce nombre était inférieur lors de la création des paroisses. Au cours des années suivantes, le nombre a cependant augmenté, car, le plus souvent dans les villes, les paroisses sont devenues si grandes suite à l’arrivée de nouveaux habitants qu’elles ont été divisées, donnant ainsi naissance à de nouvelles paroisses. En raison de la baisse du nombre de paroissiens, le nombre de paroisses a diminué de 22 dans le cadre de regroupements organisationnels entre 2011 et 2015.